# John Carpenter
John Howard Carpenter (Carthage (New York), 16 januari 1948) is een Amerikaans filmregisseur, producent, scenarioschrijver, acteur en componist van filmmuziek. Hij wordt door velen beschouwd als de grootste regisseur van moderne horror, hoewel hij ook films in een aantal andere genres heeft gemaakt. In 2025 kreeg Carpenter een ster op de Hollywood Walk of Fame.
Zijn films worden gekenmerkt door minimalistische verlichting en fotografie, trage camerabewegingen en zijn filmmuziek, die hij bijna altijd zelf schrijft. Hij zegt als filmmaker te zijn beïnvloed door Alfred Hitchcock, Howard Hawks, Dario Argento en The Twilight Zone.

## Biografie
Carpenter werd geboren in Carthage, in de staat New York en groeide op in Bowling Green, Kentucky. Hij studeerde aan de Western Kentucky University (waar zijn vader directeur van de muziekafdeling was) en later aan de University of Southern California, waar hij een Oscar voor zijn studentenfilm The Resurrection Of Broncho Billy won.

## Regisseur
Zijn vroege carrière was uiterst succesvol: Assault on Precinct 13 was een zeer populaire low-budgetthriller. Halloween was wederom een enorme hit en wordt beschouwd als de vader van het "slasher"-genre. Daarna maakte hij twee succesvolle televisiefilms, waarvan Elvis (over het leven van Elvis Presley) zelfs vandaag de dag nog de best bekeken televisiefilm aller tijden is. De horrorfilm The Fog en het sciencefictionavontuur Escape From New York volgden en werden eveneens een groot succes.
The Thing, dat tegelijk met E.T. Extra-Terrestrial werd uitgebracht, was geen commercieel succes in de bioscoop. Hierna maakte hij Starman (1983), een melodrama over een vrouw die verliefd wordt op een alien die bezit heeft genomen van het lichaam van haar overleden echtgenoot. Starman was een subtiel en emotioneel liefdesdrama en ook de meest succesvolle film van Carpenter.
Na een commerciële mislukking van Big Trouble in Little China heeft hij geworsteld om nieuwe films gefinancierd te krijgen. Zijn recente carrière wordt gekenmerkt door een aantal opmerkelijke commercieel mislukte films.
De films The Thing en Big Trouble in Little China vonden uiteindelijk nog een groot publiek, door televisievertoningen en vooral de uitgave van de films op video.

## Filmografie als regisseur
- The Resurrection of Broncho Billy (1970)
- Dark Star (1974)
- Assault on Precinct 13 (1976)
- Halloween (1978)
- Elvis (1979, tv)
- The Fog (1980)
- Escape from New York (1981)
- The Thing (1982), Based on the book Who goes there
- Christine (1983)
- Starman (1984)
- Big Trouble in Little China (1986)
- Prince of Darkness (1987)
- They Live (1988)
- Memoirs of an Invisible Man (1992)
- In the Mouth of Madness (1995)
- Village of the Damned (1995)
- Escape from L.A. (1996)
- Vampires (1998)
- Ghosts of Mars (2001)
- Cigarette Burns (2005) onderdeel van Masters of Horror
- Pro-Life (2006) onderdeel van Masters Of Horror
- The Ward (2010)